# هاري إتش غود
هاري إتش غود (بالإنجليزية: Harry H. Goode)‏ هو مهندس أمريكي، ولد في 30 يونيو 1909 في نيويورك في الولايات المتحدة، وتوفي في 30 أكتوبر 1960.